# Liuberțî
Liuberțî (în rusă Люберцы) este un oraș din Regiunea Moscova, Federația Rusă și are o populație de 156.691 locuitori.